# Hill Samuel
Hill Samuel é uma subsidiária integral da unidade Offshore Private Banking do Lloyds Banking Group. Anteriormente, era uma empresa britânica líder em serviços bancários e financeiros, antes da aquisição pelo TSB Group Plc. em 1987, que se fundiu com o Lloyds Bank para se tornar o Lloyds TSB em 1995.

## História
Em 1832, Marcus Samuel fundou uma empresa perto da Torre de Londres para importar mercadorias do Extremo Oriente. A M. Samuel & Co. teve sucesso nos negócios de importação; assim, em meados do século 19, expandiu-se para os negócios de reexportação, importando mercadorias para o mundo inteiro e reexportando-as para a Europa e América do Norte.
Reconhecendo as oportunidades oferecidas pelo surgimento emergente da indústria petrolífera, na década de 1880, Marcus embarcou petróleo de campos russos para o Japão, de modo que, em 1888, ele pudesse comissionar seus próprios navios para o transporte de petróleo a granel. Seu primeiro navio, o 'Murex', foi o primeiro navio-tanque a passar pelo Canal de Suez em 1892 e essa divisão da empresa existe hoje como a Royal Dutch Shell Company; originalmente denominada Shell Transport and Trading Company, em homenagem às importações populares de conchas do mar da época.
A Hill Samuel & Co. Limited foi criada em 1965 pela fusão da M. Samuel & Co. e da Philip Hill, Higginson, Erlanger's Limited. Em 10 de dezembro de 1969, a Hill Samuel Australia Limited abriu suas portas em Sydney com uma equipe de três executivos. Oferecendo uma variedade de serviços e produtos financeiros com a experiência e a fama de sua empresa controladora, a Hill Samuel Australia começou a ganhar mandatos significativos. Após uma proposta ao governo federal australiano em 1985, o Macquarie Bank Limited foi estabelecido em fevereiro daquele ano como parte da reestruturação do Hill Samuel Australia como um banco comercial independente. Essas pequenas etapas levaram o Macquarie Bank a ser um dos fornecedores diversificados de produtos financeiros mais bem-sucedidos originários da Austrália.
Antes da fusão com o TSB Group Plc., os lucros antes das taxas de Hill Samuel, em 1987, consistiam principalmente de bancos comerciais (50%); bem como serviços de gestão de investimentos (27%); serviços de benefícios a empregados (13%); e seguro (6%).
Em 1987, Hill Samuel suspendeu a negociação de suas ações na Bolsa de Londres, em meio a sinais de que aceitaria uma oferta de fusão do Union Bank da Suíça, quando os dois grupos começaram as negociações de aquisição em julho. No entanto, em outubro daquele ano, uma oferta final de aquisição bem-sucedida foi feita pelo TSB Group Plc., um dos maiores bancos de varejo do Reino Unido na época.
Em 1995, a fusão do TSB Group e do Lloyds Bank levou o Hill Samuel a se tornar uma subsidiária do Lloyds TSB, agora reestruturado e renomeado como Lloyds Banking Group.